# Minister za promet Republike Slovenije
Minister za promet Republike Slovenije je bil politični vodja Ministrstva za promet Republike Slovenije, ki ga ja predlagal predsednik Vlade Republike Slovenije in imenoval Državni zbor Republike Slovenije ter je bil po Zakonu o Vladi Republike Slovenije član Vlade Republike Slovenije.
Funkcija ministra za promet je bila 27. januarja 2012 ukinjena z ukinitvijo Ministrstva za promet, ko je bilo to področje vključeno pod Ministrstvo za infrastrukturo in prostor.
Zadnji minister za promet je bil Patrik Vlačič.

## Seznam
Seznam oseb, ki so opravljale funkcijo ministra za promet.

### Predsednik Republiškega komiteja za promet in zveze
1. vlada Republike Slovenije
- Marjan Krajnc (16. maj 1990 - 14. maj 1992)[4]

### Minister za promet in zveze Republike Slovenije
2. vlada Republike Slovenije
- Marjan Krajnc  (14. maj 1992 - 14. januar 1993)[4]

3. vlada Republike Slovenije
- Igor Umek (25. januar 1993 - 27. februar 1997)[4]

4. vlada Republike Slovenije
- Anton Bergauer (27. februar 1997 - 7. junij 2000)[4]

5. vlada Republike Slovenije
- Anton Bergauer (7. junij 2000 - 30. november 2000)[4]

### Minister za promet Republike Slovenije
6. vlada Republike Slovenije
- Jakob Presečnik (30. november 2000 - 19. december 2002)[4]

7. vlada Republike Slovenije
- Jakob Presečnik (19. december 2002 - 20. april 2004)[4]
- Marko Pavliha (20. april 2004 - 3. december 2004)[4]

8. vlada Republike Slovenije
- Janez Božič (imenovan 3. decembra 2004[5] - odstopil 31. avgust 2007[6])
- Radovan Žerjav (imenovan 11. septembra 2007[7] - razrešen 7. novembra 2008[8])

9. vlada Republike Slovenije
- Patrik Vlačič (imenovan 21. novembra 2008[3] - razrešen 20. septembra 2011[9])